# Potries
Potries, en valencien et officiellement, (Potríes en castillan), est une commune d'Espagne de la province de Valence dans la Communauté valencienne. Elle est située dans la comarque de la Safor et dans la zone à prédominance linguistique valencienne.

## Géographie

Localisation de Potries
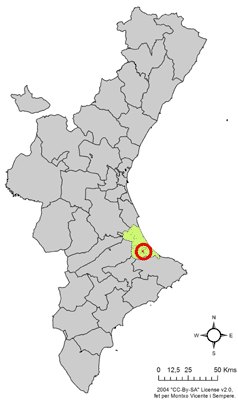
dans la Communauté valencienne.
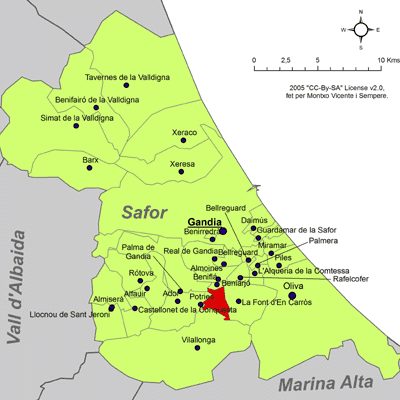
dans la comarque de la Safor.

### Communes limitrophes
La commune de Potries est entourée par les communes suivantes :
Ador, Beniflá, La Font d'en Carròs, Palma de Gandía et Vilallonga, toutes dans la province de Valence.

## Démographie
| 1990 | 1992 | 1994 | 1996 | 1998 | 2000 | 2002 | 2004 | 2005 | 2007 |
| ---- | ---- | ---- | ---- | ---- | ---- | ---- | ---- | ---- | ---- |
| 968  | 977  | 967  | 965  | 939  | 937  | 920  | 909  | 921  | 911  |

### Sources
- (es) Cet article est partiellement ou en totalité issu de l’article de Wikipédia en espagnol intitulé « Potríes » (voir la liste des auteurs).